# Ljósá

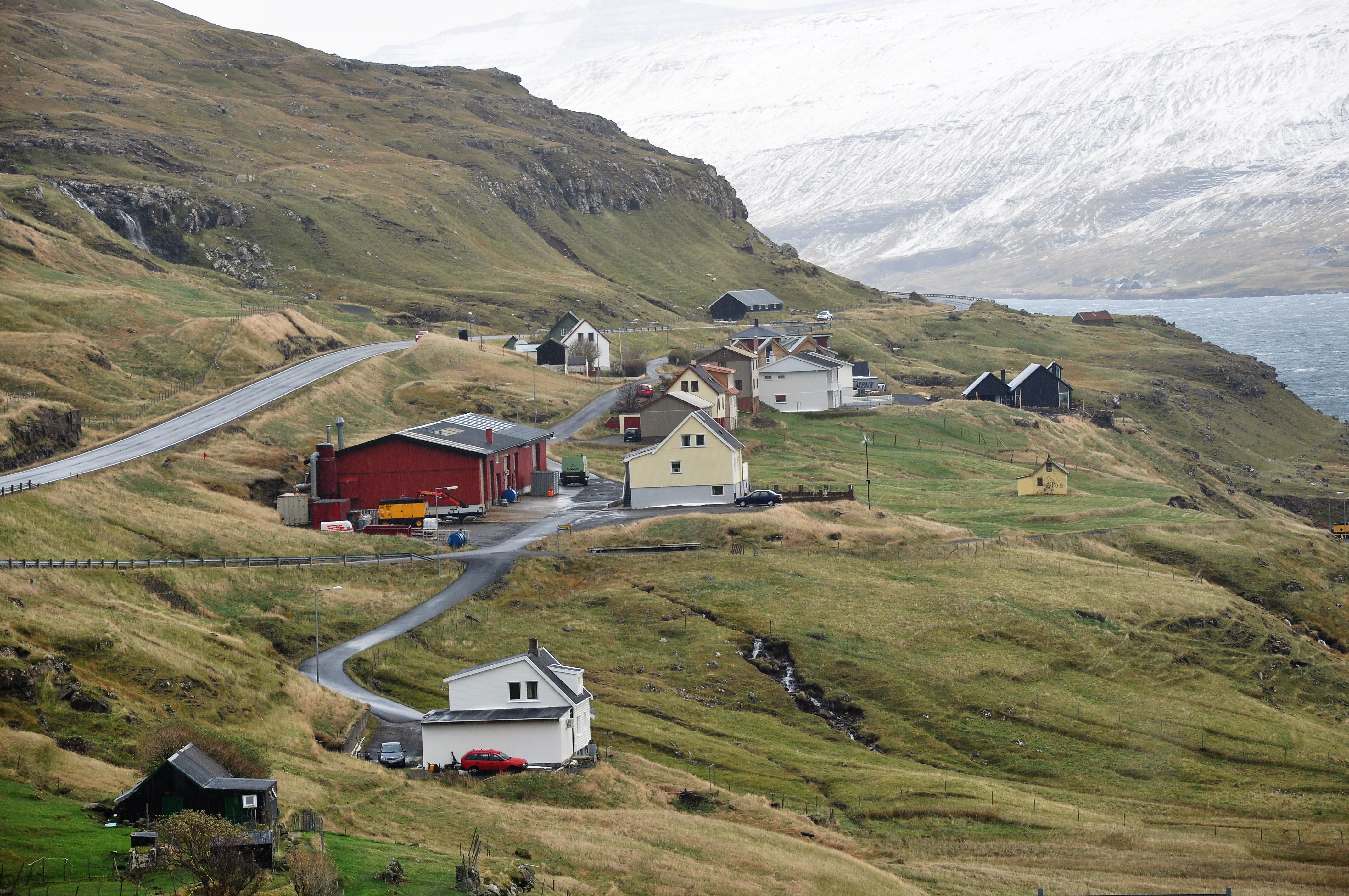
Ljósá

Ljósá (lub Ljósáir, duń. Lyså, IPA: ljɔuːsɔ) – wieś na Wyspach Owczych, terytorium zależnym Danii, mieszczącym się na Morzu Norweskim. Administracyjnie wieś ta mieści się w gminie Eiðis kommuna, należącej do regionu Eysturoy. W Ljósá mieszka obecnie (I 2015 r.) 21 osób. Miejscowość została założona w roku 1840.

## Geografia

### Położenie
Ljósá leży na zachodnim wybrzeżu w północnej części wyspy Eysturoy. Na wschód od miejscowości znajduje się dość łagodna grań, która dopiero później zaczyna ostro piąć się do góry, tworząc dwa szczyty - Svartbakstindur (801 m n.p.m.) oraz Blámansfjall (790 m n.p.m.). Na północ i północny wschód od Ljósá znajdują się sztuczny zbiornik wodny Eiðisvatn (ok. 0,5 km²) oraz szczyt Vaðhorn (727 m n.p.m.). Na południu i zachodzie od wsi rozpościerają się wody cieśniny Sundini, dzielącej wyspę Eysturoy i Streymoy. Najbliższą miejscowością od Ljósá, jest leżące na północy Eiði.

### Klimat
Klimat w Ljósá jest podobny do klimatu w pozostałej części Wysp Owczych. Jest on definiowany, jako klimat umiarkowany chłodny, w odmianie morskiej, znacznie łagodzony przez prąd morski Golfsztrom, płynący ze strony zachodniej, od wybrzeży Ameryki. Lata są tam stosunkowo chłodne, temperatura rzadko przekracza 20°C, a średnio oscyluje w granicach kilkunastu, zimą natomiast rzadko spada poniżej 0 °C. Klimat morski, potęgowany przez Prąd Zatokowy, wywołuje na Wyspach Owczych dość obfite opady w ciągu roku. Klimat Ljósá jest nieco łagodzony, przez to, że znajduje się ona na wybrzeżu dość wąskiej cieśniny i lądy otaczają tę miejscowość praktycznie ze wszystkich stron.

## Informacje ogólne

### Populacja
Populacja Ljósá w roku 2009 wynosiła 31 osób, z których 14 to mężczyźni, a 17 kobiety. Współczynnik feminizacji, jest zatem, w porównaniu do całych Wysp Owczych dość wysoki. Liczba ludności w tej miejscowości oscyluje zwykle w pobliżu 30 osób, na przestrzeni ostatniego trzydziestolecia najniższą wartość osiągnęła w roku 2015 (21 osób), a najwyższą w roku 1988 (38 osób). Większość mieszkańców stanowią rdzenni Farerczycy.

### Transport i zakwaterowanie
W miejscowości Ljósá swojego postoju nie ma żaden z publicznych środków transportu na Wyspach Owczych. Nie staje tam prom, najbliższe lądowisko helikopterów znajduje się w Klaksvík, a autobus linii 200, kursujący pomiędzy Eiði a Oyrarbakki, jedynie przejeżdża przez tę wieś, nie zatrzymując się tam.
Dla turystów przewidziano tylko jeden budynek do wynajęcia, o powierzchni 30 m².